# 伊夫里門站
伊夫里門站（法語：Porte d'Ivry）是巴黎地鐵的一個車站。伊夫里門站是巴黎地鐵7號線和巴黎路面電車3號線的車站。車站名稱來自於伊夫里門。伊夫里門是巴黎在19世紀時的城門之一。車站開業於1931年4月26日。

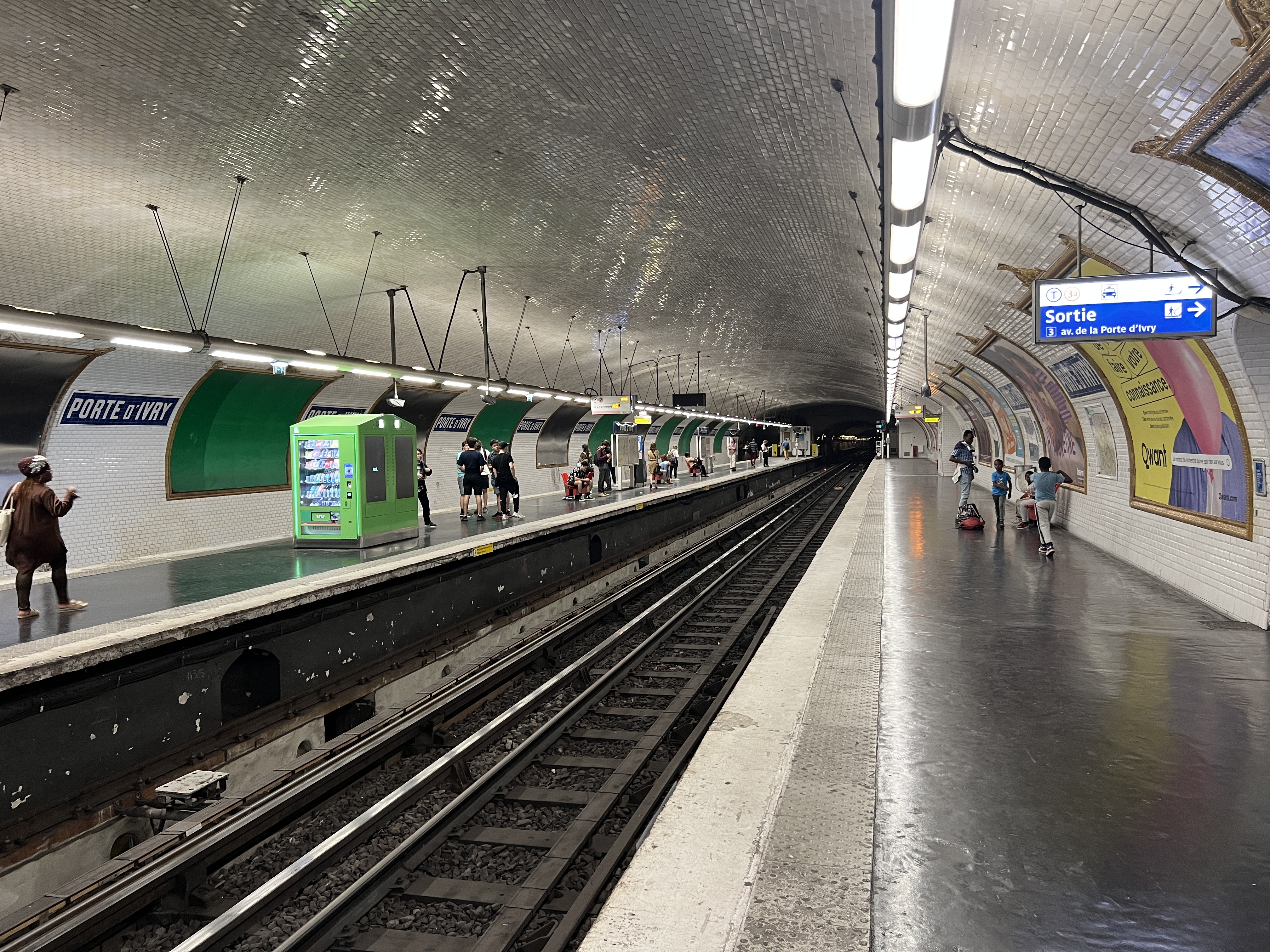
月台（2022年7月）

## 車站結構
| 街道      |                    |                                 |
| B1        | 連接層             |                                 |
| 7號線月台 | 側式月台，右側開門 | 側式月台，右側開門              |
| 7號線月台 | 南行               | 往伊夫里鎮（居里夫婦）          |
| 7號線月台 | 北行               | 無定期服務                      |
| 7號線月台 | 島式月台，左側開門 |                                 |
| 7號線月台 | 北行               | 往新庭-1945年5月8日（史瓦西門） |